# Andreas Zimmermann (Schauspieler)
Andreas Zimmermann (* 11. September 1966 in München) ist ein Schweizer Theater- und Fernsehschauspieler.

## Leben
Andreas Zimmermann studierte von 1992 bis 1995 Schauspiel an der Hochschule für Musik und Darstellende Kunst Frankfurt am Main und startete anschließend eine Theaterlaufbahn mit Engagements an Bühnen in Frankfurt am Main, Würzburg, Bern, Koblenz, Wiesbaden und Mainz. Parallel zu seiner Tätigkeit beim Theater spielte er von 1996 bis 1997 die Rolle des Markus Fröhlich in der Soap Verbotene Liebe, was ihn einem breiteren Publikum bekannt machte.

## Filmografie (Auswahl)
- 1996–1997: Verbotene Liebe
- 2000: Der Clown
- 2001: Wie buchstabiert man Liebe?
- 2002: Auszeit
- 2002: Um Himmels Willen
- 2003: Marienhof
- 2004–2005: Verschollen
- 2005: Alarm für Cobra 11
- 2006: Die Hochzeit auf dem Lande
- 2006: Ein Fall für B.A.R.Z.
- 2006: Sturm der Liebe
- 2006: Rosamunde Pilcher: Und plötzlich war es Liebe
- 2006: Zwei Herzen und zwölf Pfoten
- 2009–2010: Unter uns
- 2011: Tatort – Der schöne Schein